# Jiří Sýkora (politik)
MUDr. Jiří Sýkora (* 4. května 1959) je český politik a lékař, v letech 1994 až 2010 zastupitel města Zlína (z toho po dvě volební období náměstek primátora), člen ODS.

## Život
Více než osm let vedl Dětské centrum Burešov ve Zlíně.
Externě působí na Univerzitě Tomáše Bati ve Zlíně, pracuje jako lékař v biochemické laboratoři v nemocnici v Uherském Hradišti a věnuje se překladatelské činnosti v medicínském oboru.

## Politické působení
V minulosti byl členem ODA, v roce 1998 vstoupil do ODS.
Do politiky vstoupil, když byl v komunálních volbách v roce 1994 zvolen jako člen ODA na kandidátce subjektu "Sdružení KAN, KDS, ODA, LSNS, NK" do Zastupitelstva města Zlína. Mandát zastupitele města pak obhájil ve volbách v roce 1998 (už jako člen ODS), 2002 a 2006. V komunálních volbách v roce 2010 však neuspěl. Opět kandiduje i ve volbách v roce 2014. Po dvě volební období, v letech 1998 až 2006, byl zároveň náměstkem primátora města Zlína v oblasti zdravotnictví, sociálních věcí a životního prostředí.
V krajských volbách v roce 2000 kandidoval za ODS do Zastupitelstva Zlínského kraje, ale neuspěl.
Ve volbách do Poslanecké sněmovny PČR v roce 1998 kandidoval za ODA v tehdejším Jihomoravském kraji, ale neuspěl. Do Sněmovny se nedostal ani ve volbách v roce 2002 ve Zlínském kraji (už za ODS).
Ve volbách do Senátu PČR v roce 2014 kandidoval za ODS v obvodu č. 78 – Zlín. Se ziskem 5,43 % hlasů skončil na 6. místě a nepostoupil tak ani do kola druhého.